# Filmuniversität Babelsberg Konrad Wolf
Die Filmuniversität Babelsberg Konrad Wolf (Eigenschreibweise: Filmuniversität Babelsberg KONRAD WOLF; amtlich: Hochschule für Film und Fernsehen Potsdam-Babelsberg) ist eine staatliche Kunst- und Filmhochschule mit Promotionsrecht in Potsdam.
Die Filmuniversität ist die einzige Kunsthochschule Brandenburgs und liegt zusammen mit dem Studio Babelsberg in der Medienstadt Babelsberg in der kreisfreien Stadt Potsdam. Sie ist die größte Filmhochschule Deutschlands und seit 2014 die einzige im Universitätsrang.

## Geschichte
Die Einrichtung wurde mit Wirkung vom 1. November 1954 als Deutsche Hochschule für Filmkunst im Schloss Babelsberg mit Sitz in Potsdam-Babelsberg gegründet und 1969 in Hochschule für Film und Fernsehen der DDR umbenannt. Im Jahr 1985 erhielt sie den Namenszusatz nach dem Regisseur Konrad Wolf, den sie nach ihrer formellen Umbenennung 1990 in Hochschule für Film und Fernsehen Potsdam-Babelsberg (HFF) und der am 8. Juli 2014 erfolgten Umwandlung zur Filmuniversität Babelsberg Konrad Wolf beibehielt.

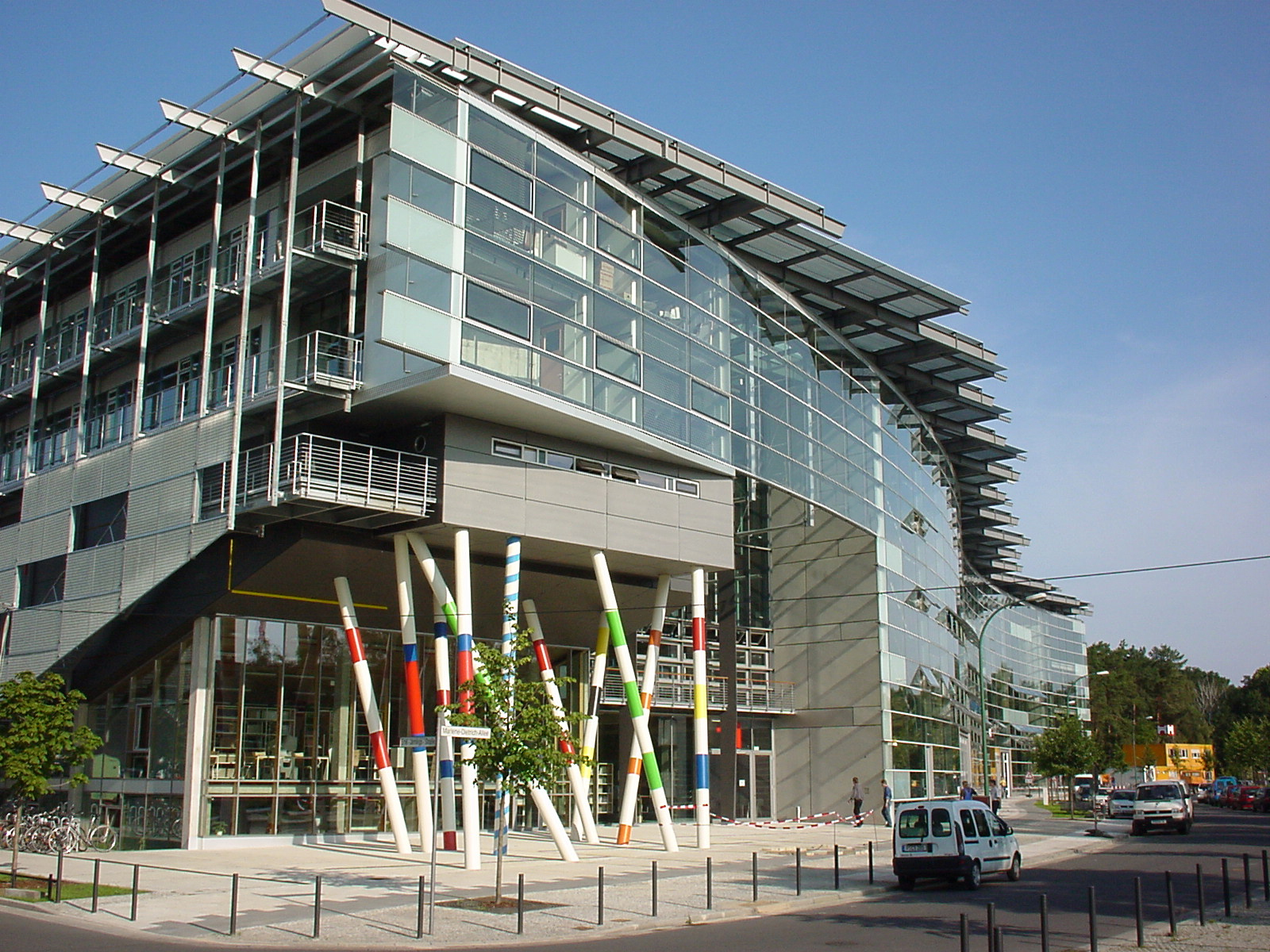
Hauptgebäude der Filmuniversität Babelsberg

Im Oktober 2010 konstituierte sich ein Gründungskuratorium zur Überführung der bisherigen Hochschule in eine Universität, welches der Hochschulleitung sowie dem Akademischen Senat bei der Realisierung der mit der Umwandlung verbundenen Aufgaben beriet und dem Ministerium für Wissenschaft, Forschung und Kultur des Landes Brandenburg eine Entscheidungsvorlage zu den Konditionen der Umwandlung unterbreitete. Mit Wirkung zum 1. Juli 2014 erklärte die zu der Zeit amtierende Ministerin für Wissenschaft, Forschung und Kultur des Landes Brandenburg, Sabine Kunst, die Hochschule für Film und Fernsehen Potsdam-Babelsberg zur Universität.
Bis zum Mai 2000 führten die Leiter der Hochschule den Titel Rektor, seither Präsident beziehungsweise Präsidentin. Erster Rektor der Hochschule war von 1954 bis 1964 Kurt Maetzig. Er wurde von Konrad Schwalbe abgelöst, der die Filmhochschule bis 1969 leitete. Nachfolger bis zur politischen Wende waren Lutz Köhlert (1969–1973), Peter Ulbrich (1973–1980), Konrad Schwalbe (1980–1986) und Lothar Bisky (1986–1990). Nach der Wende wurde bis 1995 Wolf-Dieter Panse Rektor. Sein Nachfolger und ab 2000 erster Präsident war bis 2013 Dieter Wiedemann. Seit 2013 erste Frau an der Spitze der Hochschule und seit 2014 der Universität ist die Geschäftsführerin der UFA Film & TV Produktion Susanne Stürmer.

## Campus
Die Filmhochschule war bis Ende der 1990er Jahre auf diverse Villen und Grundstücke in der Villenkolonie Neubabelsberg verteilt. 2000 wurde ein zentraler Neubau an der Marlene-Dietrich-Allee eröffnet.
Das Hauptgebäude der Filmuniversität vereint mit gläsernen Atrien verbunden fünf Einzelhäuser mit einer Gesamtnutzfläche von rund 14.000 Quadratmetern. 2021 wurde das Haus 6 eingeweiht. Es bietet Platz für Büros und Seminarräume, fachspezifische Räume für einige Studiengänge und eine Mensa sowie einem Veranstaltungsbereich. Das Haus 7 – der neue Sammlungsbau des In-Instituts Filmmuseum Potsdam – wurde 2022 auf der anderen Straßenseite bezogen.
Die Mensa hat eine einsehbare Vollküche und einen Speisesaal mit insgesamt 220 Sitzplätzen im Innen- und Außenbereich. 

## Studium
An der Filmuniversität waren 2021 über 800 Studierende eingeschrieben. Zu erreichende Abschlüsse sind der Bachelor of Arts beziehungsweise Master of Arts. 
Die 2015/16 unterrichteten Studiengänge waren Animation, Animationsregie, Audio-Visual Application Design, Cinematography, Digitale Medienkultur, Drehbuch/Dramaturgie, Film- und Fernsehproduktion, Filmkulturerbe, Filmmusik, Film- und Fernsehregie, Medienwissenschaft, Montage, Regie, Schauspiel, Sound, Sound for Picture, Szenografie/Production Design und Szenografie.

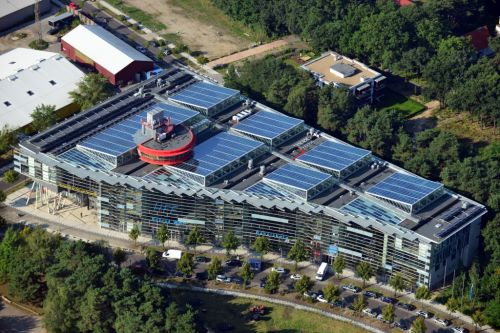
Luftbild des Campus’ der Uni, 2012

Der Studiengang Medienwissenschaften ist der am stärksten forschungsorientierte Studiengang der Filmuniversität und umfasst akademische Grundlagenforschung und anwendungsbezogene Forschung, die die künstlerische Praxis reflektiert. Das beinhaltet Medienanalyse, Rezeptionsästhetik, Medienkonzeption und -planung, Kultur- und Eventmanagement, Programmplanung und -entwicklung in audiovisuellen Medien, Beratung von Produktion und Distribution von audiovisuellen Medien, publizistische, redaktionelle und konzeptionelle Tätigkeiten, Konzeption und Planung von Bildungs- und Weiterbildungsangeboten mit Medienunterstützung, sowie Hochschullehre und -forschung. Studierende des Studiengangs Medienwissenschaften organisieren mit Sehsüchte jedes Jahr das größte Studierendenfilmfest Europas, welches im April auf dem Universitätscampus und dem Arthousekino Thalia am S-Bahnhof Babelsberg stattfindet.
Die Filmuniversität bildet in ihrem Studiengang Schauspiel als einzige Hochschule im deutschsprachigen Raum auch explizit für den Bereich der film- und medienspezifischen Darstellung aus. Neben der Mitwirkung an Film- und Fernsehproduktionen stehen die Schauspielstudierenden zudem durch die seit langem existierende Kooperation mit dem Hans-Otto-Theater bereits während des Studiums an einem Stadttheater auf der Bühne. Die Filmuniversität ist mit ihrem Studiengang Schauspiel Mitglied in der Ständigen Konferenz Schauspielausbildung (SKS).
Die Studiengänge Filmmusik und Ton kooperieren miteinander und arbeiten beide unter anderem mit dem im Filmstudio Babelsberg ansässigen Deutschen Filmorchester Babelsberg zusammen.

## Institute

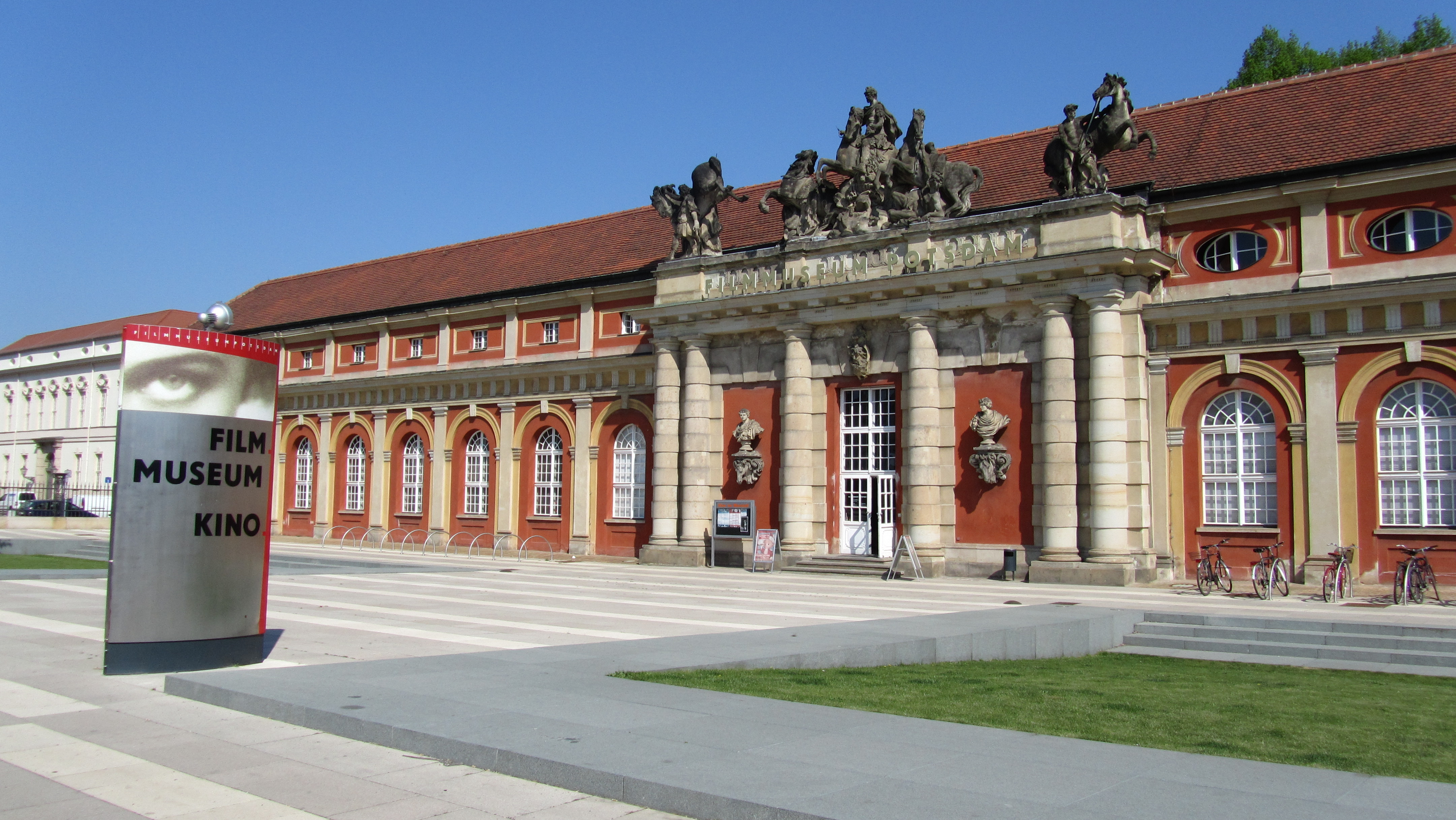
Filmmuseum Potsdam

Für die Erweiterung von Forschung, Lehre und Weiterbildung sowie zur Profilierung ihrer nationalen und internationalen Kooperationen hat die Filmuniversität Institute gebildet. Zu diesen zählen das Institut für künstlerische Forschung und das Filmmuseum Potsdam. Zu den organisatorisch wie rechtlich eigenständigen Aninstituten zählen das Erich-Pommer-Institut und das Institut für Berufsforschung und Unternehmensplanung Medien.

## Medien- und Gründernetzwerk
Die Filmuniversität Babelsberg ist ein wesentlicher Teilnehmer des MediaTech Hub Potsdam. Das Netzwerk wird u. a. getragen von Potsdamer Unternehmen, Firmengründern, Investoren, Institutionen, Universitäten und Forschungseinrichtungen aus den Branchen Medientechnologie, Film, Virtuelle Realität, Digitale Bearbeitung und Unterhaltung. Ziel ist die interdisziplinäre Zusammenarbeit und wirtschaftliche Entwicklung am Standort voranzutreiben. Der MediaTech Hub Potsdam wurde 2017 vom Bundesministerium für Wirtschaft und Energie als einer von zwölf deutschlandweiten Digital Hubs ausgewählt.
Mit dem MediaTech Accelerator-Programm ebnen die drei Initiatoren Universität Potsdam, Hasso-Plattner-Institut und Filmuniversität Babelsberg jungen Teams in der Medienbranche den Weg in die Phase der Firmengründung. Die Filmuni ist als Ideenschmiede für Neugründungen in Berlin-Brandenburg anerkannt.

## Persönlichkeiten
An der Filmuniversität und ihrer Vorgängereinrichtungen studierten, lehrten und lehren eine Reihe von namhaften Persönlichkeiten. Diese sind in der Liste bekannter Persönlichkeiten der Filmuniversität Babelsberg aufgeführt.

## Bekannte Filme
Im Laufe der Jahre wurden an der Hochschule viele Filme gedreht, die auf renommierten Filmfestivals liefen und Preise gewannen. 

## Sonstiges
2011 stiftete die Hochschule für Film und Fernsehen einen Ehrenpreis für besondere künstlerische und wissenschaftliche Leistungen. Erster Preisträger war Jürgen Böttcher als erfolgreicher Absolvent der Hochschule „für herausragende internationale Erfolge im Film und der Malerei, für künstlerische Freiheit und politische Verantwortung“.